# Neurofeedback
Neurofeedback (NFB), også kaldet neuroterapi, neurobiofeedback eller EEG biofeedback, er en slags biofeedback, som bruger realtidsbilleder af elektroencefalografi (EEG), funktionel magnetisk resonans billeddannelse (fMRI) eller andre billeddannelsesteknikker til at illustrere hjerneaktivitet, oftest med øje for at manipulere eller forandre centralnervesystemets aktivitet. Hjerneaktivitet måles med f.eks. EEG ved hjælp af elektroder monteret i hovedbunden eller med fMRI, hvor patienten placeres i en MR-scanner. Målinger af hjerneaktiviteten signalbehandles løbende i en computer. Relevante parametre udtrækkes af signalet (f.eks. styrken af bølgeaktivitet i det såkaldte alfa-bånd). Forandringer i et givet parameter illustreres overfor patienten i realtid som et feedback-signal, f.eks. ved hjælp af et videobillede, lyd eller taktilt (f.eks. en vibrator). Der etableres dermed et lukket tilbagekoblings-kredsløb mellem patient og måleudstyr. Ved at forsøge at manipulere feedback-signalet kan patienten manipulere det givne parameter i det målte signal fra hjernen og dermed manipulere sin egen hjerneaktivitet.
Fortalere mener at neurofeedback er en effektiv intervention mod bl.a. ADHD, PTSD og epilepsi. Der forskes i effektiviteten af behandling af autisme, hovedpine, søvnløshed, angst, misbrug af alkohol og andre narkotika. Om end der foreligger en del forskning i virkningen af neurofeedback ved specifikke lidelser, navnlig på mindre grupper, er effektiviteten af neurofeedback i det store hele uafdækket.